# أحمد بن سنان
أبو جعفر أحمد بن سنان بن أسد بن حبان المروزي الواسطي القطان (171 هـ - 256 هـ)، من أئمة الحديث الحفاظ الثقات، كان إمام أهل زمانه، وصنف «المسند». قَالَ أَبُو عَبْد اللَّه الْحَاكِم إِن بعض مشايخه بمرو حَدثهُ أَن ابْن سِنَان كَانَ يُقَاس بِابْن الْمُبَارك فِي زَمَانه.
قال جعفر بن أحمد بن سنان: سمعت أبي يقول: «ليس في الدنيا مبتدع إلا يبغض أصحاب الحديث، وإذا ابتدع الرجل [بدعة] نزعت حلاوة الحديث من قلبه».

## روايته للحديث النبوي
- سمع: الشافعي، وأبا معاوية الضرير، ووكيع بن الجراح، وعبد الرحمن بن مهدي، ويحيى القطان، ويزيد بن هارون، وهذه الطبقة.
- حدث عنه: البخاري، ومسلم، وأبو داود، وابن ماجه، وابنه جعفر بن أحمد، وابن خزيمة، والنسائي في جمعه لحديث مالك، ويحيى بن صاعد، وعلي بن عبد الله بن مبشر، وعبد الرحمن بن أبي حاتم، وخلق سواهم.[1]

## الجرح والتعديل
أقوال العلماء فيه:
- قال أبو حاتم الرازي: «ثقة صدوق».
- قال أبو دواد السجستاني: «قدمه علي بندار».
- قال أبو نصر بن ماكولا: «من الثقات الأثبات».
- قال أحمد بن شعيب النسائي: «ثقة».
- قال ابن أبي حاتم الرازي: «إمام أهل زمانه».
- قال ابن حجر العسقلاني: «ثقة حافظ».
- قال الحسين بن محمد الجياني: «أحد الثقات».
- قال الدارقطني: «كان من الثقات الأثبات».
- قال الذهبي: «الإمام الحافظ المجود».